# Râul Foltea
Râul Foltea este un curs de apă, afluent al Râului Mic. 